# Febuxostat
Febuxostat è un farmaco che si utilizza per ottenere un abbassamento dell'uricemia. È un inibitore della xantina ossidasi ed è indicato nel trattamento della gotta e dell'iperuricemia cronica.
In uno studio di confronto fra febuxostat e allopurinolo è stato evidenziato che gli individui trattati con febuxostat presentavano livelli più bassi di acido urico, ma non c'era alcuna differenza nella quantità totale di attacchi acuti di gotta o nella comparsa di tofi gottosi.
Una commissione del National British Institute per la Salute e l'Eccellenza Clinica (NICE) scrive:
(Febuxostat for the management of hyperuricaemia in people with gout - NICE December 2008)

## Meccanismo d'azione
Febuxostat è un inibitore non purinico, selettivo della xantina ossidasi. Il farmaco agisce bloccando in modo non competitivo il centro pterina molibdeno che è il sito attivo della xantina ossidasi. L'enzima xantina ossidasi è necessario per ossidare successivamente sia l'ipoxantina che la xantina ad acido urico. Ne consegue che febuxostat, inibendo la xantina ossidasi, riduce la produzione di acido urico.

## Farmacocinetica
Febuxostat somministrato per via orale viene rapidamente assorbito raggiungendo picchi di concentrazione plasmatica nel giro di 1-1,5 ore. L'emivita del farmaco può raggiungere le 16 ore.  Il farmaco viene eliminato principalmente attraverso processi di coniugazione epatica (glucuronidazione: 22-44% della dose) e il metabolismo ossidativo (2-8%).
L'eliminazione renale non sembra svolgere un ruolo significativo: solo l'1-6% della dose viene escreto immodificato per via renale.

## Usi clinici
Il farmaco è utilizzato nel trattamento dell'iperuricemia cronica con depositi di urato, nei soggetti con tofi gottosi o in soggetti con artrite gottosa. Il suo utilizzo è particolarmente indicato nei soggetti allergici all'allopurinolo.

Molti studi clinici di lungo e breve termine hanno dimostrato l'efficacia di febuxostat nel trattamento della gotta e nell'abbassamento dei livelli di acido urico. In questi studi febuxostat è risultato essere superiore all'allopurinolo nella riduzione dei livelli sierici di acido urico. Uno studio importante in tal senso è stato il FACT (Febuxostat versus Allopurinol Controlled Trial): nei pazienti con iperuricemia e gotta trattati con febuxostat 80 o 120mg una volta al giorno i livelli sierici di urato sono stati ridotti di circa di 6,0 mg/dL nelle ultime tre rilevazioni mensili, in una percentuale significativamente maggiore rispetto a quelli trattati con allopurinolo 300 mg una volta al giorno. Lo studio, randomizzato e in doppio-cieco, aveva una durata di 52 settimane. Tali dati sono stati confermati da altri studi. Risultati simili sono venuti dallo studio APEX (Allopurinol Placebo controlled Efficacy study of febuXostat) in cui febuxostat 80, 120 o 240 mg una volta al giorno si dimostrava significativamente superiore nell'abbassamento dell'acido urico rispetto all'allopurinolo 100 o 300 mg una volta al giorno. I farmaci nello studio randomizzato, in doppio cieco, controllato versus placebo, in pazienti con iperuricemia e gotta, aveva una durata di 28 settimane.

## Controindicazioni
Febuxostat è controindicato in tutti i soggetti che hanno già manifestato ipersensibilità al farmaco.

## Effetti collaterali e indesiderati
I più frequenti effetti collaterali associati all'assunzione di febuxostat includono la nausea, la diarrea, vertigini, artralgie e cefalea. Con grande frequenza si riscontrano anche innalzamento degli enzimi epatici e rash.

## Dosi terapeutiche
In genere la dose orale raccomandata per febuxostat è di 40–80 mg una volta al giorno. In casi particolari il dosaggio può essere aumentato fino a 120 mg, sempre in unica somministrazione.

Nel caso si ricorra al farmaco per la profilassi delle riacutizzazioni della gotta è raccomandato trattare il paziente per almeno 6 mesi.

Non è necessario alcun aggiustamento della posologia se febuxostat è somministrato a paziente con insufficienza renale o epatica lieve o moderata.